# Відкритий чемпіонат Австралії з тенісу 2003
Відкритий чемпіонат Австралії з тенісу 2003 — тенісний турнір, що проходив між 13 січня та 26 січня 2003 року на кортах Мельбурн-Парку в Мельбурні, Австралія. Це був 91-ий чемпіонат Австралії з тенісу і перший турнір Великого шолома в 2003 році. Турнір входив до програм ATP та WTA турів.

## Події
Минулорічний чемпіон швед Томас Юганссон не брав участі в турнірі через травму. Переміг серед чоловіків Андре Агассі, для якого ця перемога була четвертою в Австралії. Цей титул Великого шолома став для Агассі останнім. 
Минулорічна чемпіонка жіночого одиночного розряду Дженніфер Капріаті вибула вже в першому колі. У фіналі Серена Вільямс перемогла свою старшу сестру Вінус. Вона виграла четвертий турнір Великого шолома поспіль, заволоділа водночас усіма титулами Великого шолома, що стали називати «Серененим шоломом», оскільки він не був календарним. 
Серена та Вінус Вільямс перемогли також у парному жіночому турнірі. 
Українка Вікторія Кутузова грала в фіналі одиночного турніру дівчат, але поступилася.

## Результати фінальних матчів

### Дорослі
| Одиночний розряд. Чоловіки       |                                      |                    |
| Андре Агассі                     | Райнер Шуттлер                       | 6–2, 6–2, 6–1      |
|                                  |                                      |                    |
| Одиночний розряд. Жінки          |                                      |                    |
| Серена Вільямс                   | Вінус Вільямс                        | 7–6(7–4), 3–6, 6–4 |
|                                  |                                      |                    |
| Парний розряд. Чоловіки          |                                      |                    |
| Мікаель Льодра Фабріс Санторо    | Марк Ноулз Деніел Нестор             | 6–4, 3–6, 6–3      |
|                                  |                                      |                    |
| Парний розряд. Жінки             |                                      |                    |
| Серена Вільямс Вінус Вільямс     | Вірхінія Руано Паскуаль Паола Суарес | 4–6, 6–4, 6–3      |
|                                  |                                      |                    |
| Мікст                            |                                      |                    |
| Мартіна Навратілова Леандер Паес | Елені Даніліду Тодд Вудбрідж         | 6–4, 7–5           |
|                                  |                                      |                    |

### Юніори
| Одиночний розряд. Хлопці     |                                   |                         |
| Маркос Багдатіс              | Флорін Мерджа                     | 6–4, 6–4                |
|                              |                                   |                         |
| Одиночний розряд. Дівчата    |                                   |                         |
| Барбора Стрицова             | Вікторія Кутузова                 | 0–6, 6–2, 6–2           |
|                              |                                   |                         |
| Парний розряд. Хлопці        |                                   |                         |
| Скотт Удсема Філліп Сіммондз | Флорін Мерджа Горія Текеу         | 6–4, 6–4                |
|                              |                                   |                         |
| Парний розряд. Дівчата       |                                   |                         |
| Кейсі Деллаква Адріана Сілі  | Петра Цетковська Барбора Стрицова | 6–3, 4–4, припинили гру |
|                              |                                   |                         |